# Alena Procházková
Alena Procházková, född den 9 augusti 1984, är en slovakisk längdåkare som tävlat i världscupen sedan 2004. 
Procházková deltog vid Olympiska vinterspelen 2006 där hon som bäst blev 23:a i sprinttävlingen. Hon har vidare deltagit vid fyra Världsmästerskap och som bäst blivit sexa vilket hon blev i sprint vid VM 2011.
I världscupen är hennes främsta merit segern i sprint i Vancouver 2009 vilket är hennes enda seger i världscupen.